# نضم
النَضَم أو الحنطة السوداء أو قمح البقر (الاسم العلمي: Fagopyrum)، جنس نباتات مُزهرة من الفصيلة البطباطية. يضم الجنس بعض النباتات الغذائية الهامة، مثل النضم المعروف والحنطة التترية. مهد الجنس شبه القارة الهندية، والهند الصينية، ووسط جنوب شرق الصين. أدخلت أنواعه على نطاق واسع في أماكن أخرى من العالم مثل أمريكا الشمالية وأجزاء من أفريقيا وأمريكا الجنوبية.

## الأنواع
من أنواعه:
- نضم معروف

- نضم تتري